# Paragathotanais ipy
Paragathotanais ipy is een naaldkreeftjessoort uit de familie van de Agathotanaidae. De wetenschappelijke naam van de soort is voor het eerst geldig gepubliceerd in 2011 door Józwiak & Blazewicz-Paszkowycz.